# Oncothericles arabicus
Oncothericles arabicus är en insektsart som först beskrevs av Bolívar, C. 1934.  Oncothericles arabicus ingår i släktet Oncothericles och familjen Thericleidae. Inga underarter finns listade i Catalogue of Life.